# Fivelandia Collection
Fivelandia Collection è una raccolta della cantante italiana Cristina D'Avena, pubblicata da Five Record Srl e distribuito da C.G.D. Messaggerie Musicali SpA, nel 1987. Questo è il quattordicesimo album dell'artista.

## Descrizione
Fivelandia Collection è un cofanetto di 3 LP o 3 MC nonché anche il primo greatest hits della collana Fivelandia. L'album raccoglie i maggiori successi dei 4 Fivelandia usciti fino a quel momento e brani presi dai vari monografici dell'artista.
La copertina dell'album raffigura i tre pupazzi Uan, Four e Five gestire la programmazione televisiva dei cartoni animati delle reti Fininvest. All'interno il libretto con i testi e un adesivo della copertina.

## Tracce
- LP: FM 14301

- MC: FM 14301

LP1 – Lato A
Edizioni musicali Canale 5 Music Srl.
1. Evelyn e la magia di un sogno d'amore – 3:44 (testo: Alessandra Valeri Manera – musica: Giordano Bruno Martelli)
2. Georgie – 2:29 (testo: Alessandra Valeri Manera – musica: Alberto Baldan Bembo)
3. Swift la volpe – 2:36 (Martin Maria Del Rosario Ovelar, Mariano Pèrez Garcia e Roger Giron e Alessandra Valeri Manera[1]; edizioni musicali Crab Ediciones Musicales)
4. Pollon, Pollon combinaguai – 3:00 (testo: Alessandra Valeri Manera, Vladimiro Albera – musica: Piero Cassano)
5. Paolo e Uan Bim Bum Bam (feat. Piccolo Coro dell'Antoniano) – 2:45 (testo: Luciano Beretta, Albano Bertoni – musica: Augusto Martelli)
6. L'isola speciale – 3:32 (Barry Corbett, John De Plesses, Helna e William Jackson e Alessandra Valeri Manera[1]; edizioni musicali Media Development Music Edition[2], Dream Factory Entertainment Musikverlag Peter[3] Cafe Concerto Italia S.r.l.[4])

Durata totale: 18:06
LP1 – Lato B
Edizioni musicali Canale 5 Music.
1. Il grande sogno di Maya – 3:05 (testo: Alessandra Valeri Manera – musica: Detto Mariano)
2. Canzone dei Puffi – 2:30 (testo: Victor Szell e Alessandra Valeri Manera[1] – musica: Dan Lacksman; edizioni musicali Sepp)
3. La ninna nanna di Licia (versione solista) – 2:53 (testo: Alessandra Valeri Manera – musica: Giordano Bruno Martelli)
4. Il mago di Oz – 3:10 (testo: Alinvest – musica: Ninni Carucci; edizioni musicali Canale 5 Music)
5. Four e Giorgia Ciao Ciao (feat. Piccolo Coro dell'Antoniano) – 3:19 (testo: Alessandra Valeri Manera – musica: Augusto Martelli)
6. Piccolo Principe – 2:55 (testo: Alessandra Valeri Manera – musica: Augusto Martelli)

Durata totale: 17:52
LP2 – Lato A
Edizioni musicali Canale 5 Music Srl.
1. Occhi di gatto – 3:20 (testo: Alessandra Valeri Manera – musica: Carmelo Carucci)
2. Che bello essere un Puffo – 2:57 (testo: Mireille Delfosse, Christopher Lonk e Alessandra Valeri Manera[1] – musica: Mireille Delfosse)
3. Bim Bum Bam – 3:05 (testo: Luciano Beretta e Albano Bertoni – musica: Augusto Martelli)
4. Le avventure della dolce Katy – 2:46 (testo: Alessandra Valeri Manera – musica: Detto Mariano)
5. Holly e Benji due fuoriclasse – 2:58 (testo: Alessandra Valeri Manera e Nicola Gianni Muratori – musica: Augusto Martelli)
6. Sempre sognerai – 2:57 (Barry Corbett, John De Plesses e Helna e Alessandra Valeri Manera[1]; edizioni musicali Dream Factory Entertainment Musikverlag Peter[3], Media Development[2], Blue Strike Music e Canale 5 Music)
7. Nuovi amici a Ciao Ciao (feat. Piccolo Coro dell'Antoniano) – 2:50 (testo: Alinvest – musica: Augusto Martelli)

Durata totale: 20:53
LP2 – Lato B
Edizioni musicali Canale 5 Music Srl.
1. Là sui monti con Annette – 3:38 (testo: Alessandra Valeri Manera – musica: Giordano Bruno Martelli)
2. Nanà Supergirl – 3:30 (testo: Alessandra Valeri Manera[1] – musica: Piero Cassano)
3. Uno gnomo – 3:41 (musica: Martin Maria Del Rosario Ovelar e Juan Miguel Losada; edizioni musicali Crab Ediciones Musicales)
4. Lucy (feat. il Coro e l'Orchestra di Augusto Martelli) – 3:05 (testo: Luciano Beretta – musica: Augusto Martelli)
5. Lo strano mondo di Minù – 2:40 (testo: Alessandra Valeri Manera – musica: Gianfranco Intra)
6. Tutti insieme noi guardiam Bim Bum Bam (feat. Piccolo Coro dell'Antoniano) – 3:17 (testo: Alessandra Valeri Manera – musica: Augusto Martelli)

Durata totale: 19:51
LP3 – Lato A
Edizioni musicali Canale 5 Music.
1. Kiss Me Licia – 3:15 (testo: Alessandra Valeri Manera – musica: Giordano Bruno Martelli)
2. I ragazzi della Senna (Il Tulipano Nero) – 2:54 (testo: Alessandra Valeri Manera – musica: Augusto Martelli)
3. John e Solfamì – 3:00 (testo: Jacques Zegers e Alessandra Valeri Manera[1] – musica: Henri Seroka; edizioni musicali Anihambar Music Co., Sepp)
4. Zapatumbi – 2:05 (Emilio Tomas Aragon Alvarez, Martin Maria Del Rosario Ovelar, e Jorge Enrique Gomez Diaz e Alessandra Valeri Manera[1])
5. Rascal - Il mio amico orsetto – 3:50 (testo: Luciano Beretta – musica: Augusto Martelli)
6. Dai vieni qui David – 1:38 (testo: Miguel Angel Campos Lopez e Martin Maria Del Rosario Ovelar e Alessandra Valeri Manera[1] – musica: Hilario Camacho Velilla e Miguel Angel Campos Lopez; edizioni musicali Crab Ediciones Musicales SA)
7. Natale con Licia – 2:42 (testo: Alessandra Valeri Manera – musica: Giordano Bruno Martelli)

Durata totale: 19:24
LP3 – Lato B
Edizioni musicali Canale 5 Music.
1. L'incantevole Creamy – 2:43 (testo: Alessandra Valeri Manera – musica: Giordano Bruno Martelli)
2. Lovely Sara – 3:10 (testo: Alessandra Valeri Manera – musica: Giordano Bruno Martelli)
3. Puffi la la la – 2:40 (Hoyt Stoddard Curtin, William Hanna, Joseph R. Barbera e Alessandra Valeri Manera[1]; edizioni musicali Dream Factory Entertainment/I.M.P.S. SA)
4. Arrivano gli Snorky – 2:42 (testo: J.F.F. Ferry Wienneke e Alessandra Valeri Manera[1] – musica: Jay Ferne; edizioni musicali Sepp)
5. Bum Bum – 2:27 (testo: Vladimiro Albera e Alessandra Valeri Manera – musica: Augusto Martelli)
6. Che avventure a Bim Bum Bam con il nostro amico Uan (feat. Piccolo Coro dell'Antoniano) – 2:42 (testo: Alinvest – musica: Augusto Martelli)

Durata totale: 16:24

### Interpreti
- David – Swift, Uno gnomo e Zapatumbi
- Paolo Bonolis, Manuela Blanchard e Uan – Paolo e Uan Bim Bum Bam, Tutti insieme noi guardiam Bim Bum Bam e Che avventure a Bim Bum Bam con il nostro amico Uan
- Piccolo Coro dell'Antoniano – Piccolo Principe e Bim Bum Bam
- Giorgia Passeri e Four – Four e Giorgia Ciao Ciao e Nuovi amici a Ciao Ciao
- Paolo Picutti – Holly e Benji due fuoriclasse
- Cristina D'Avena – Uno gnomo e tutte le altre canzoni non citate

Pietro Ubaldi dà la voce a David e Four mentre Giancarlo Muratori dà la voce a Uan e Four

## Produzione
- Alessandra Valeri Manera – Produzione discografica e direzione discografica
- Direzione Creativa e Coordinamento Immagine Mediaset – Grafica

## Produzione e formazione dei brani
Per i musicisti, i coristi e per la produzione generale dei brani si vedano le relative pagine dei singoli album
- Fivelandia
- Fivelandia 2
- Fivelandia 3
- Love me Licia e i Bee Hive
- Fivelandia 4
- CantaSnorky
- David Gnomo amico mio